# Tourraque de Merlieu
Ne doit pas être confondu avec Pile gallo-romaine de la Tourraque ou Tourraque de Lacouture.
La tourraque (ou  turraque) de Merlieu (ou Merliou) est une tour gallo-romaine en pierre, aussi appelée pile, située dans la commune de Saint-Arailles, dans le département français du Gers.
Ce monument funéraire de type mausolée-tour, ne mesure plus au XXIe siècle qu'un peu plus de 4 m de haut. Toutefois, au moment de sa construction sous le Haut-Empire romain, il s'agit d'un édifice imposant auquel les restitutions qui en sont faites accordent une hauteur certainement supérieure à 10 m.

## Localisation
La pile de Merlieu, monument funéraire gallo-romain, est située au fond d'un vallon sec perpendiculaire à la rive droite de la vallée de l'Osse, à environ 500 m au sud du bourg de Saint-Arailles.
Aucune voie antique n'est connue à proximité et le plus proche établissement datant de cette époque semble être une villa identifiée à Montesquiou, commune limitrophe de Saint-Arailles et se situant à près de 4 km de la pile en remontant la vallée de l'Osse.
La pile se situe dans la zone Natura 2000 « Coteaux du Lizet et de l'Osse ».

## Historique et études archéologiques
Sur la base des informations archéologiques, aucune datation n'est proposée pour ce monument qui n'est mentionné ni sur la carte de Cassini, ni sur la carte d'état-major. Il est cependant généralement admis désormais que les piles funéraires antique, dont la tourraque de Merlieu, sont construites sous le Haut-Empire romain.
Jusqu'au milieu du XIXe siècle, la pile est encore développée sur une hauteur assez importante. Sous le Second Empire, vers 1858 sans doute, toute sa partie supérieure est démolie. Ne figurant pas dans l'inventaire publié en 1898 par Philippe Lauzun, la tourraque de Merlieu semble décrite pour la première fois quatre ans plus tard.
En 1966, le Bureau d'archéologie antique du Sud-Ouest réalise quelques sondages superficiels et procède au relevé du monument dont il propose une restitution. Le monument est décrit en 1992 dans la Carte archéologique de la Gaule - Le Gers (32) (Jacques Lapart et Pascale Petit). D'autres investigations partielles sont menées en 1993.
Le point sur les connaissances concernant ce monument est effectué par Pascale Clauss-Balty dans son ouvrage Les Piles funéraires gallo-romaines du sud-ouest de la France publié en 2016.

## Description
Au XXIe siècle, seuls subsistent de la pile, au-dessus d'un massif de fondations mesurant 4,04 × 3,86 m pour une profondeur de 1,22 m, le soubassement (3,96 × 3,80 × 1,48 m) et l'amorce d'un podium large de 3,18 m ; le monument mesure 4,32 m au total. Les plus anciennes publications évoquent une niche, non décrite, orientée à l'est, mais aucune certitude n'existe et une niche tournée vers le sud est aussi possible : compte tenu de la topographie du site, l'orientation vers l'est n'est en effet pas celle qui assure à cette niche, pourtant un élément primordial de la pile, la meilleure visibilité.
La pile étant établie sur un plan sensiblement carré, une couverture en pyramide est envisageable. Il est difficile de restituer la hauteur de la tourraque de Merlieu à l'origine, mais il semble que le monument ait été de grandes dimensions, notamment en raison de la grande profondeur de son massif de fondations, et qu'il ait pu dépasser 10 m de haut.
À la base des angles du podium, des échancrures d'abord interprétées comme des supports de statues s'avèrent en réalité être des socles de pilastres supportant des chapiteaux qui sont sculptés dans les pierres composant le parement. L'un de ces chapiteaux, d'ordre corinthien, a été retrouvé sur le site puis perdu à l'occasion des sondages de 1966. En raison de ses grandes dimensions supposées, il est possible que la pile ait bénéficié d'un décor complexe associant des pilastres d'angle à ceux qui ornaient la niche et à des entablements et des corniches.
La pile est construite en blocage recouvert d'un parement en petit appareil de moellons dont les joints très réguliers sont tirés au fer,.
Alors que Sillières et Soukiassain indiquent que la pile est accompagnée d'un enclos, aucune trace d'enclos funéraire n'est identifiée aux abords de la pile qui semblent également vierges de tout mobilier archéologique pour Pascale Clauss-Balty. Cette absence n'est pas toutefois significative : les vestiges ont pu disparaître en raison du renouvellement actif des colluvions de pente sur le site.

## Fonction
Dans la communication qu'il lui consacre à la Société archéologique du Gers en 1902, Jean de Mastron écarte l'hypothèse d'un phare, d'une borne territoriale ou d'une montjoie pour privilégier celle d'un monument commémorant un succès militaire (trophée).
La forme de la tourraque, analogue à d'autres monuments funéraires gallo-romains destinés à perpétuer, si possible en le magnifiant, le souvenir de leurs destinataires, fait d'elle un mausolée-tour. Au sein d'un groupe assez homogène de piles gersoises situées à l'ouest d'Auch, la tourraque de Merlieu se différencie par son plan carré alors que les autres ont un plan barlong.

## Galerie

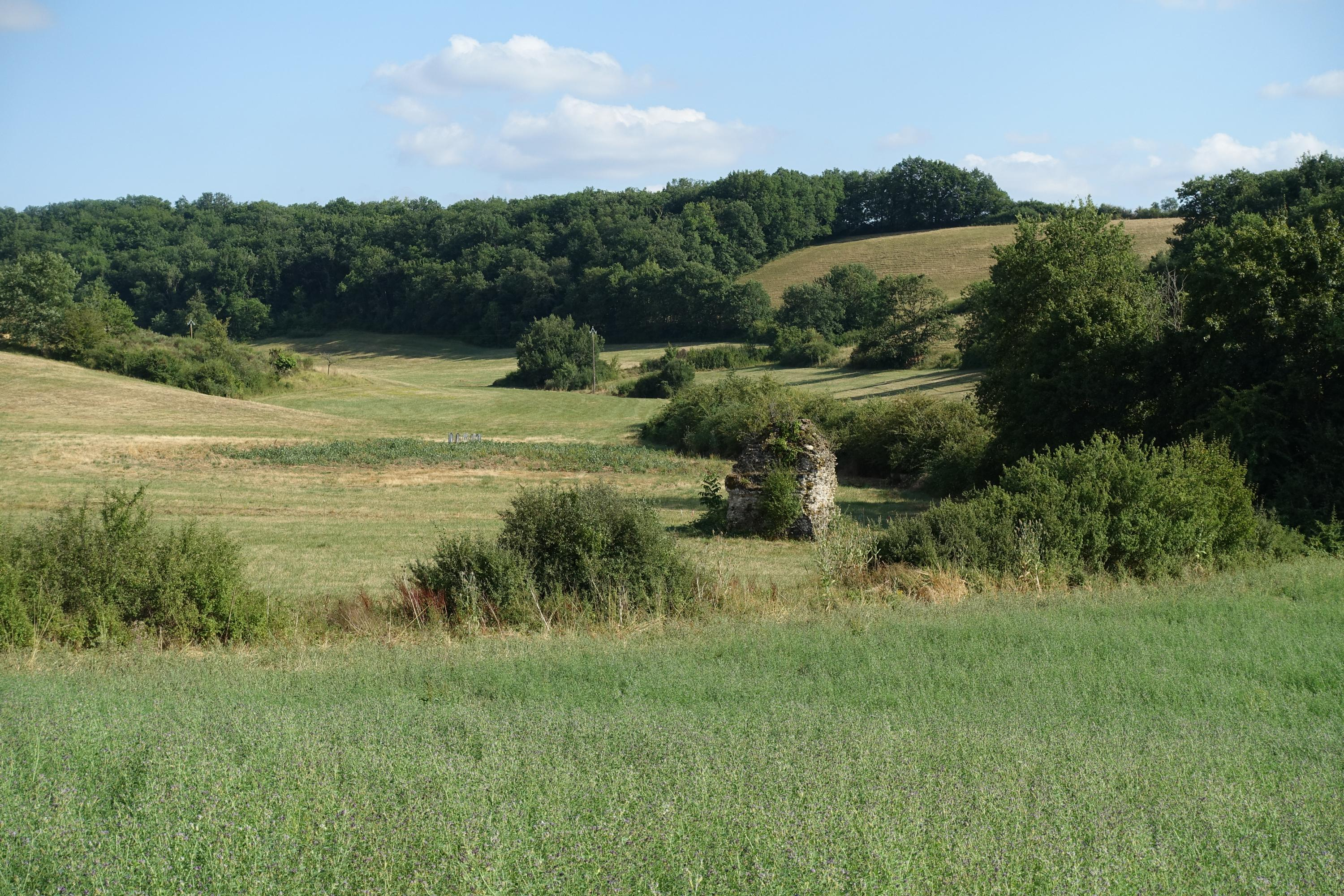
La pile dans son environnement, vue depuis le nord-ouest.
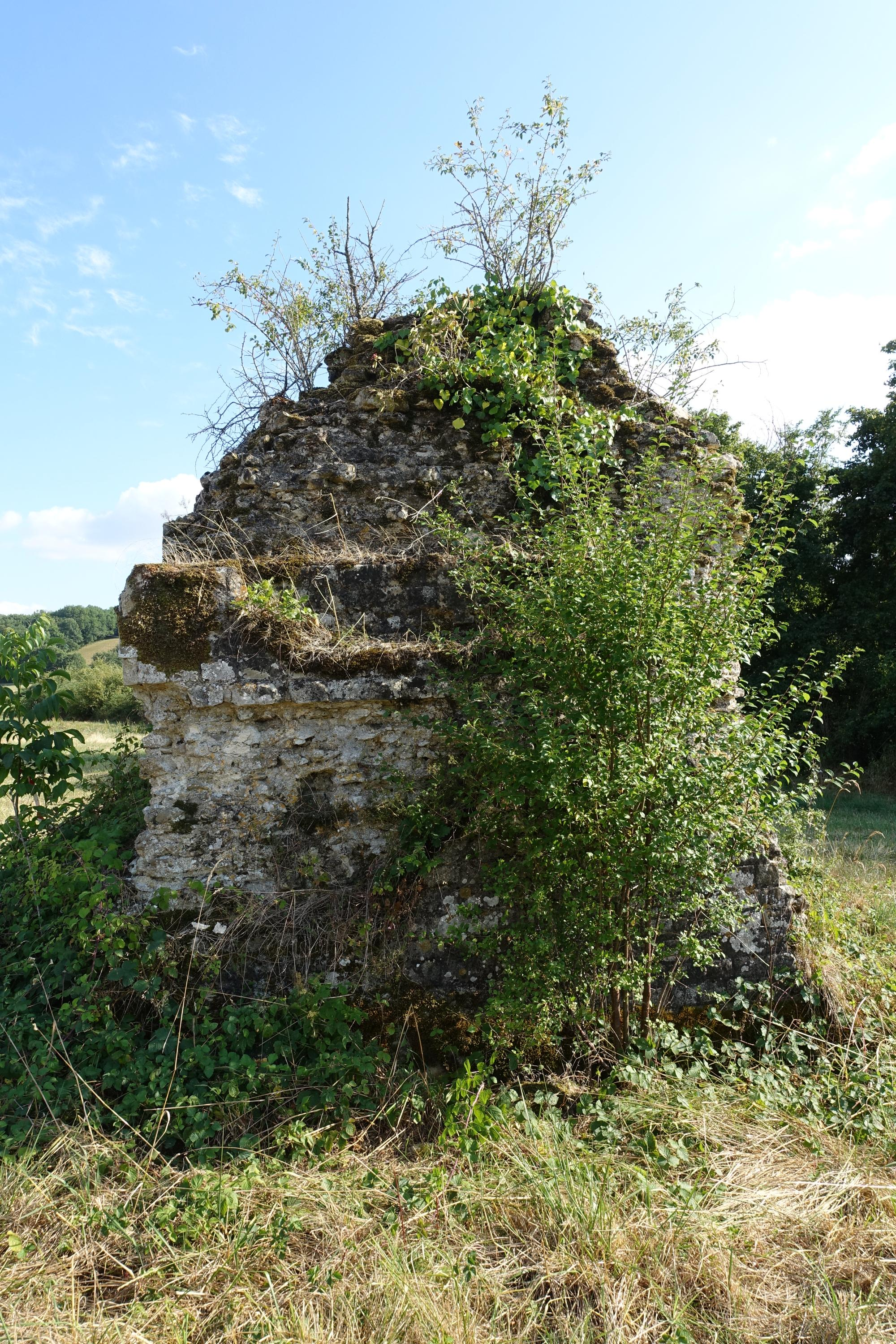
La pile vue depuis le nord.
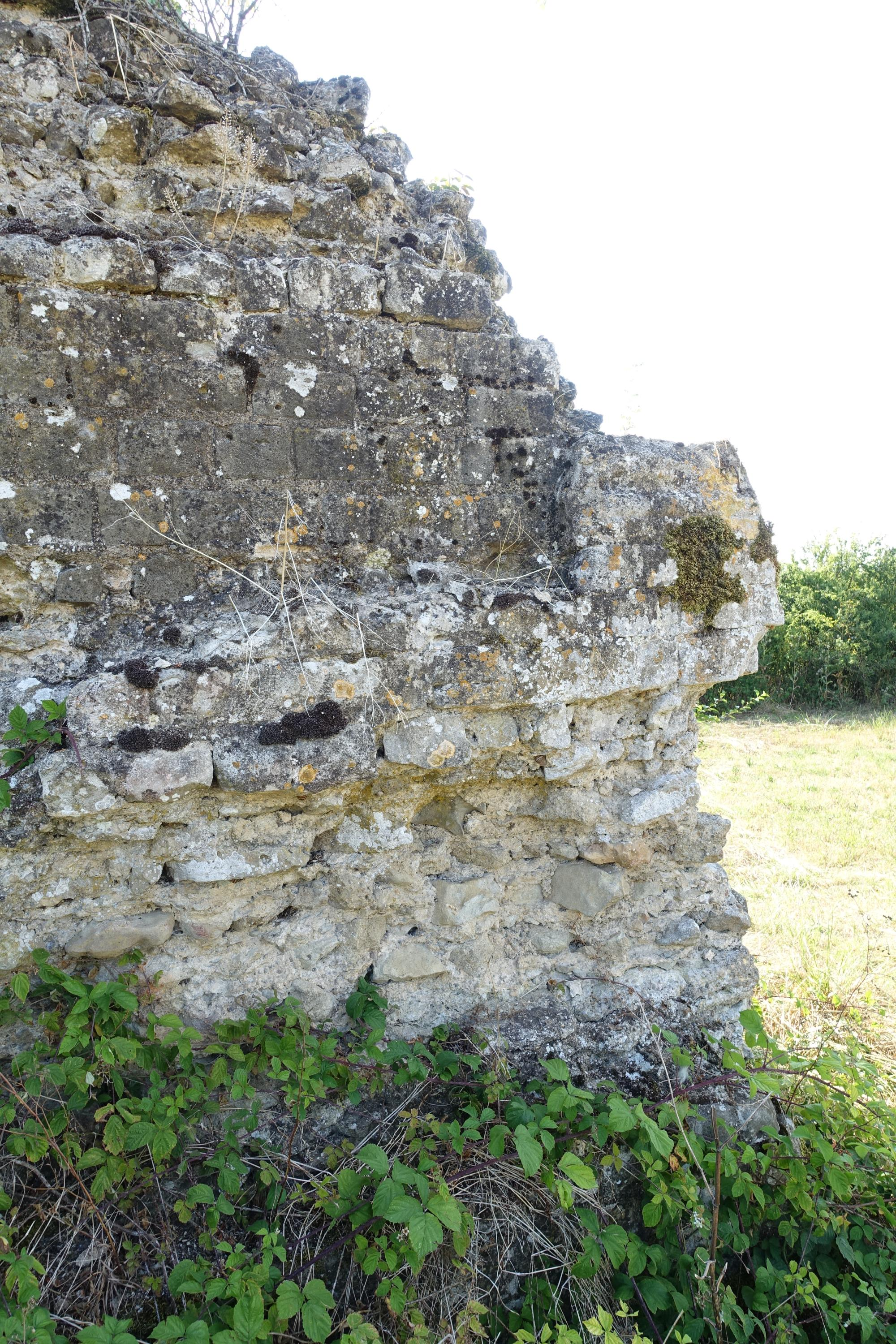
Détail de la corniche au nord-est.
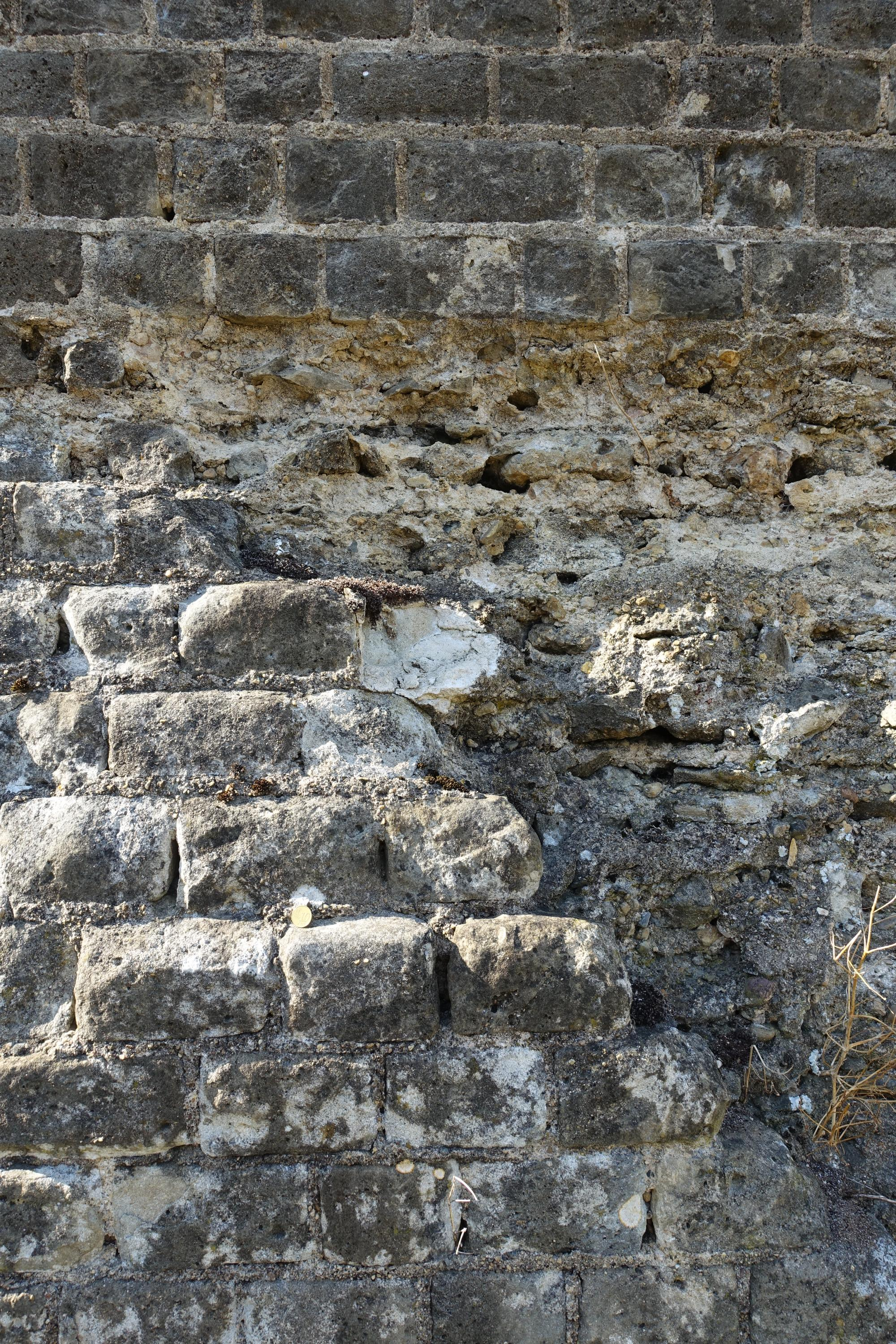
Détail du parement conservé coté sud. La pièce de 10 centimes donne l'échelle.